# 5世紀
| 稲荷山古墳出土鉄剣（国宝）。埼玉県立さきたま史跡の博物館展示。左は表面、右は裏面。 |  | 稲荷山古墳出土鉄剣（国宝）。埼玉県立さきたま史跡の博物館展示。左は表面、右は裏面。 |
| 稲荷山古墳出土鉄剣（国宝）。埼玉県立さきたま史跡の博物館展示。左は表面、右は裏面。 |  |                                                                                    |

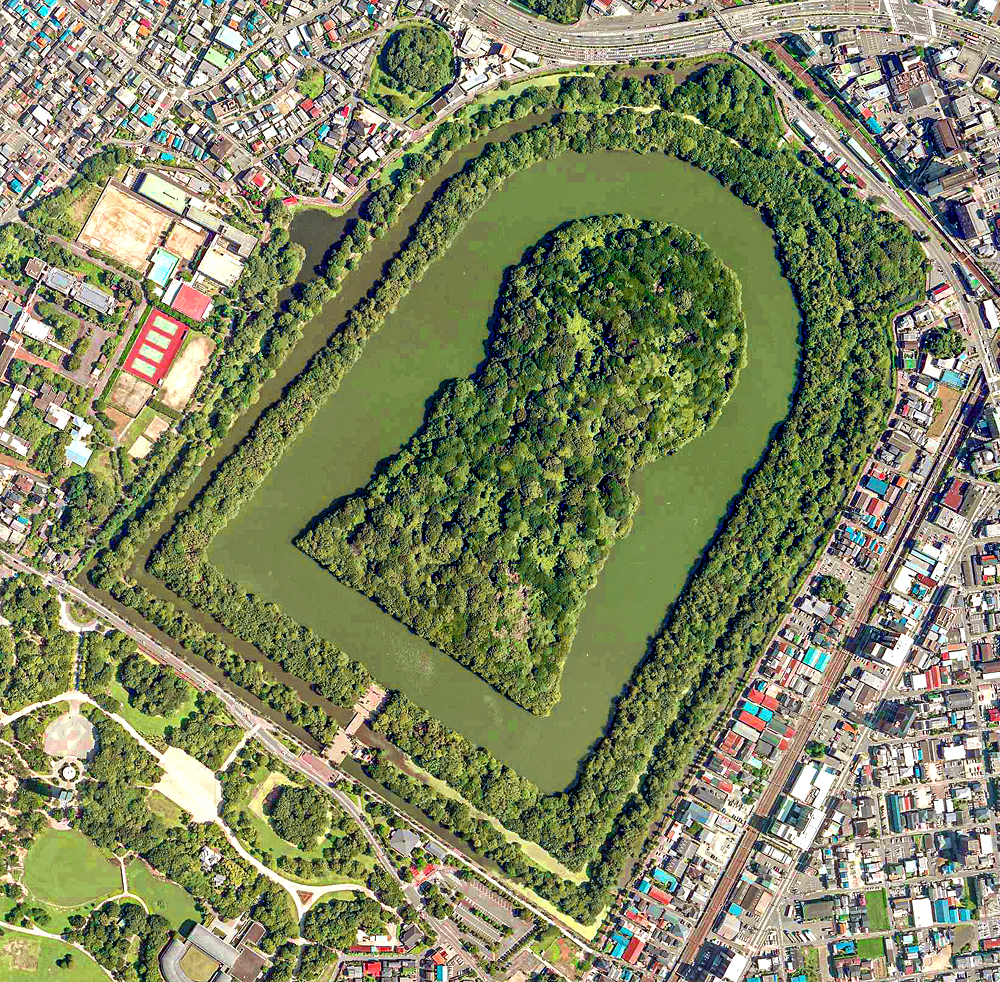
大仙古墳。5世紀頃に築造された全長486メートルの最大級の前方後円墳で、大阪府堺市に広がる百舌鳥古墳群を代表する。伝承では仁徳天皇陵とされている。

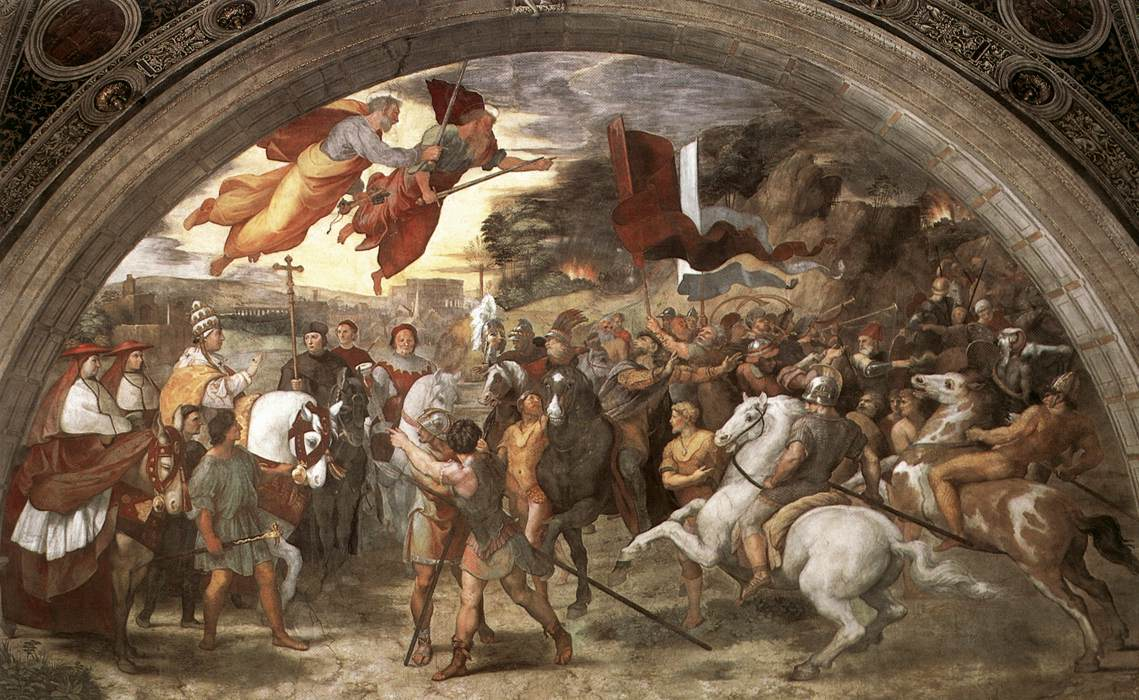
フン族の王アッティラ。アッティラの侵入は東西ローマ帝国を驚倒させた。画像はヴァティカン教皇宮殿ヘリオドロスの間にあるラファエロの「教皇レオ1世とアッティラの会見」。

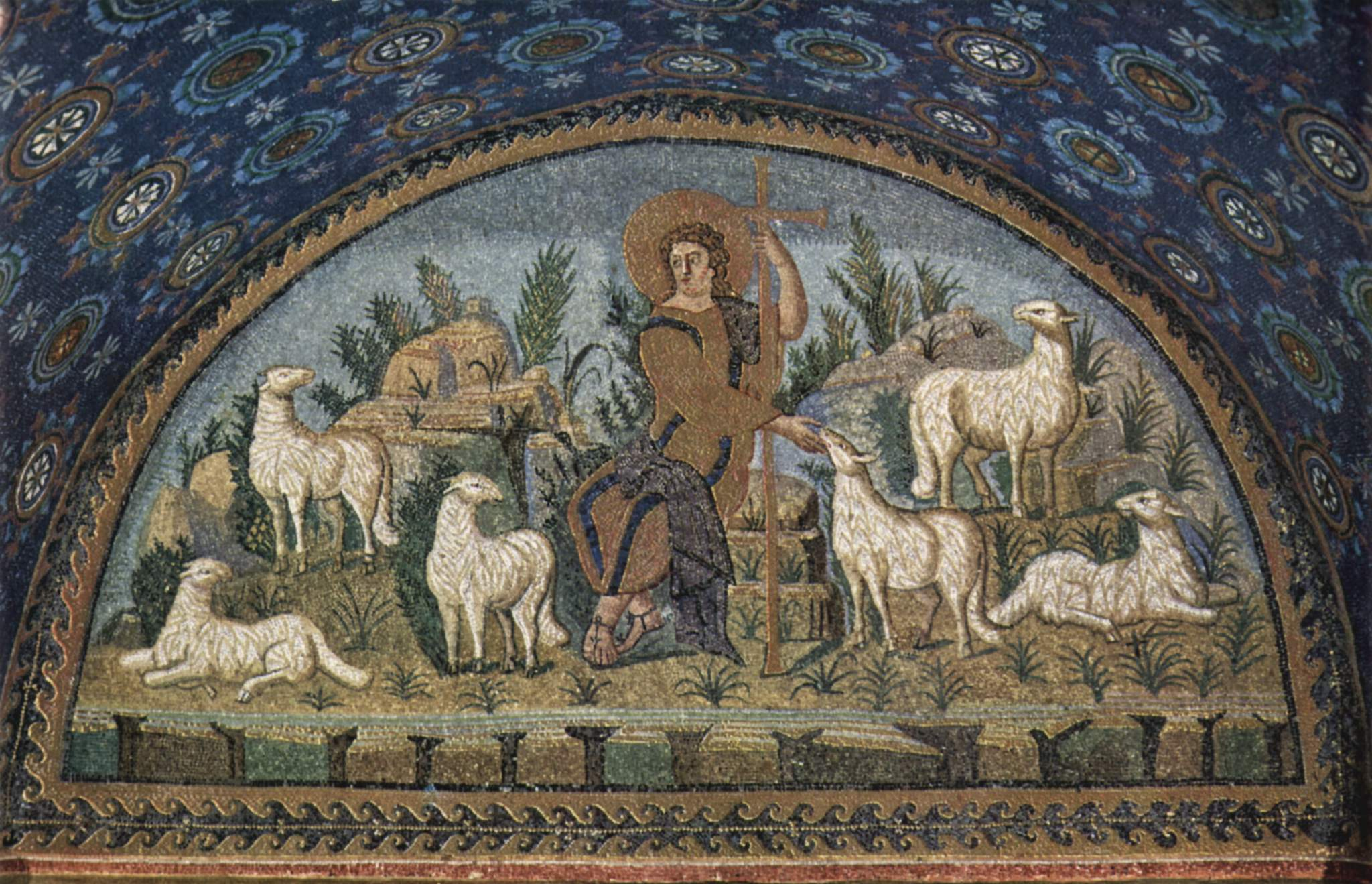
ラヴェンナのガッラ・プラキディア廟堂。ガッラ・プラキディアは西ローマ皇帝ヴァレンティニアヌス3世の母。初期キリスト教美術を代表するモザイク壁画が残されている。

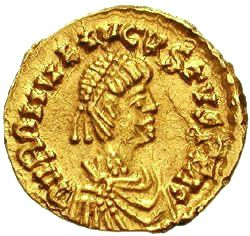
西ローマ帝国の滅亡。ゲルマン諸族の自立によりこの帝国の統治機構は寸断され、最後の皇帝ロムルス・アウグストゥルスはスキリア族傭兵隊長オドアケルに廃位され、ここに西ローマ帝国は滅亡した。画像は少年皇帝ロムルス・アウグストゥルスの肖像が刻印された金貨。

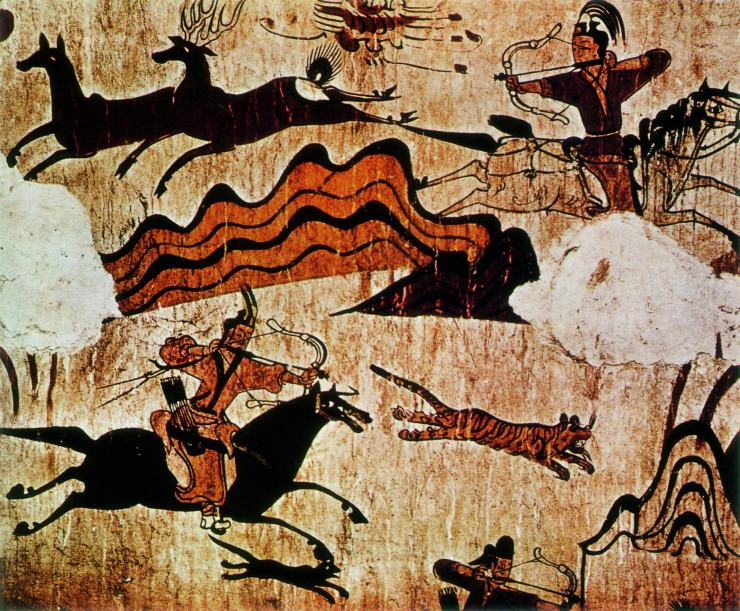
丸都城から平壌へ。高句麗では427年に平壌に都が遷された。丸都城があった中国吉林省集安市には高句麗前期の都城と古墳が残されている。画像は禹山墓区第458号墓の「狩猟図」。

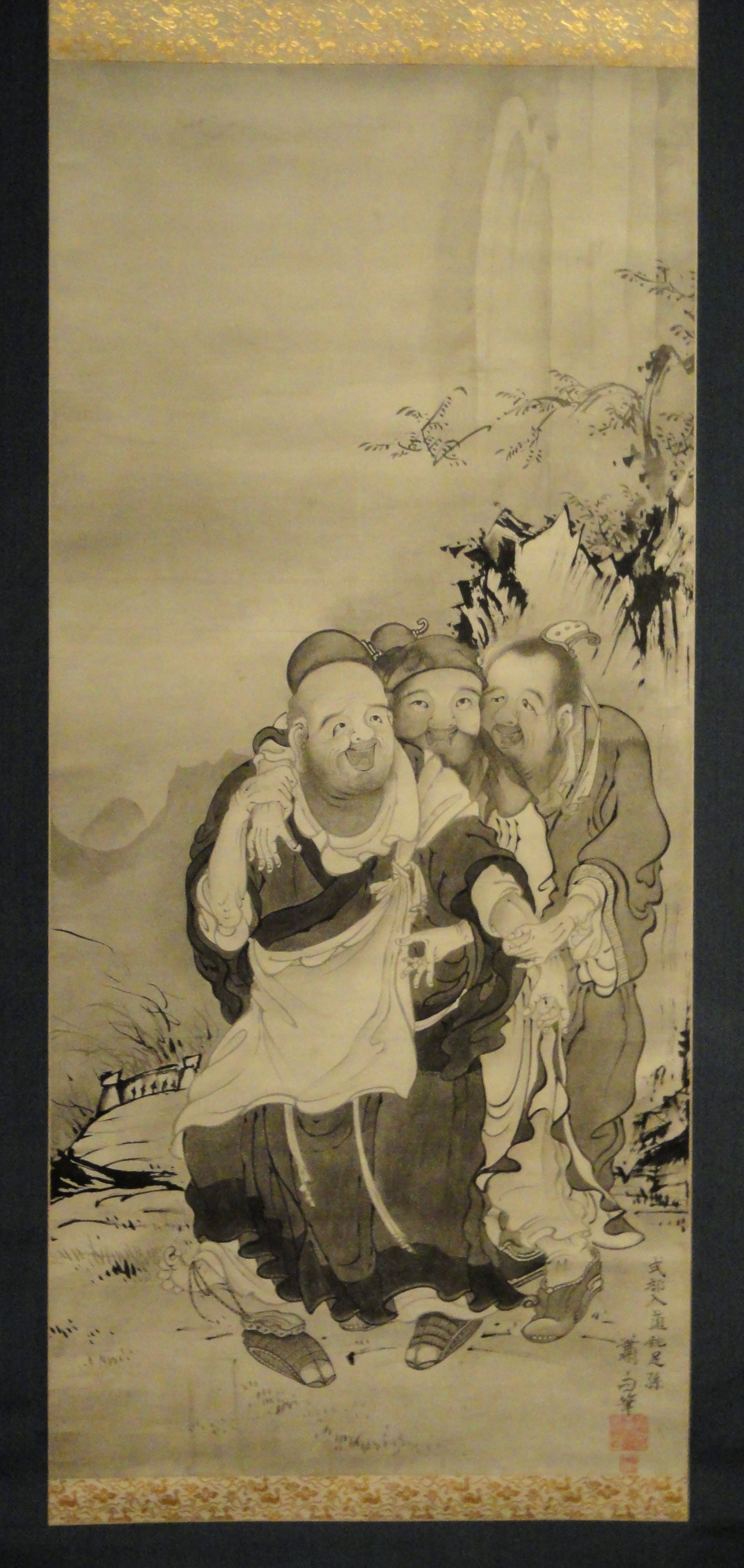
仏教と道教の融合。政権が不安定だった六朝時代は儒教が不振で、深遠な形而上学を扱う仏教や道教が歓迎された。画像は江戸時代の曽我蕭白の「虎渓三笑図」でこの時代を代表する仏僧の慧遠と道士の陸修静と詩人の陶淵明の邂逅が画題となっている。

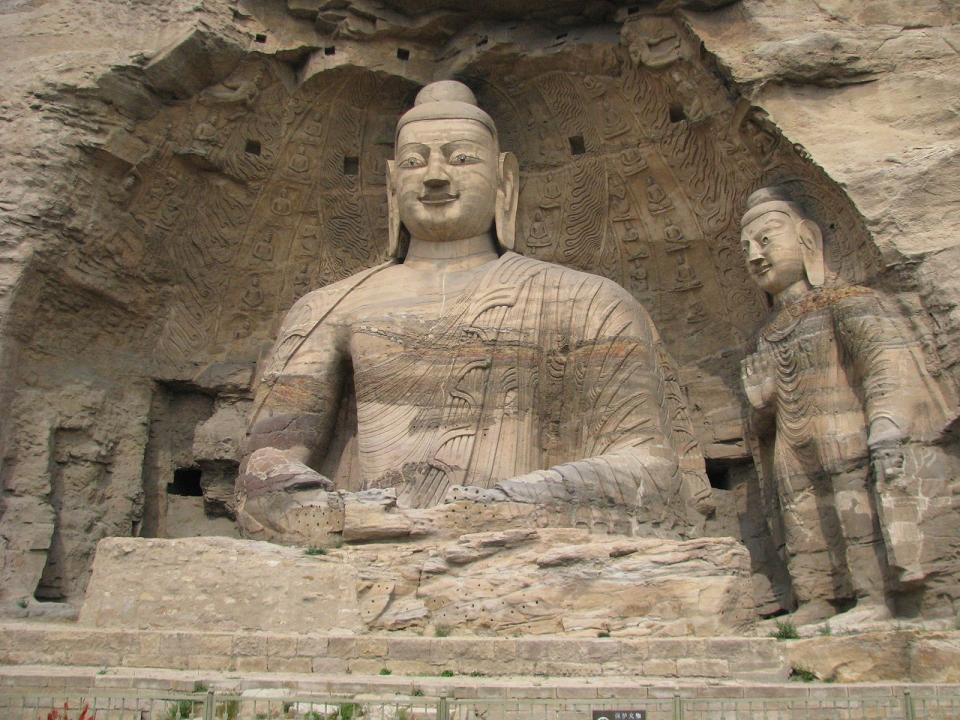
雲崗石窟。北魏の文成帝の時代に曇曜の奏上によって、都の平城（大同市）から西方約20キロに位置する雲崗で造営された石窟寺院。

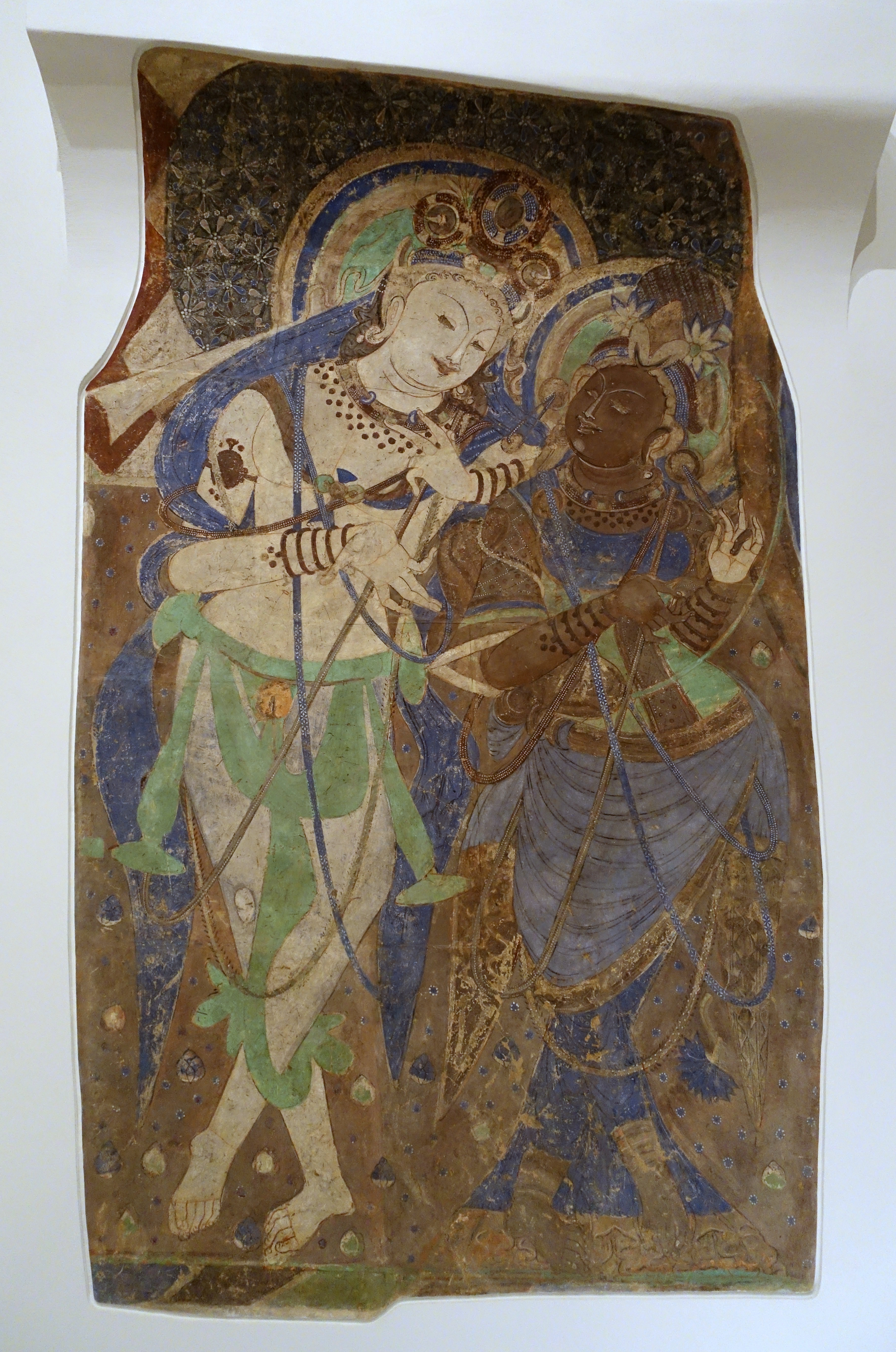
キジル千仏洞壁画。この石窟はシルクロード沿いのオアシス国家亀茲（クチャ）によって作られたもので、この時期には仏教が大いに繁栄したと伝えられている。訳経僧として名高い鳩摩羅什もここの出身である。

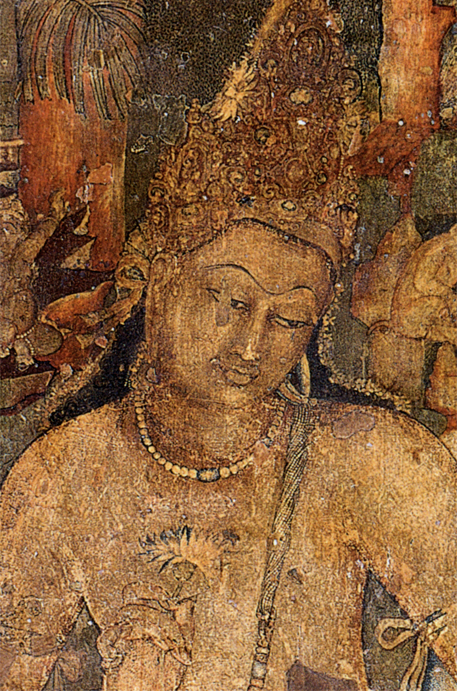
アジャンター石窟寺院。インドではこの時代にグプタ様式と呼ばれる表現が発達した。画像はアジャンター石窟の壁画でパドマパーニ（蓮華手（観世音）菩薩）の像。

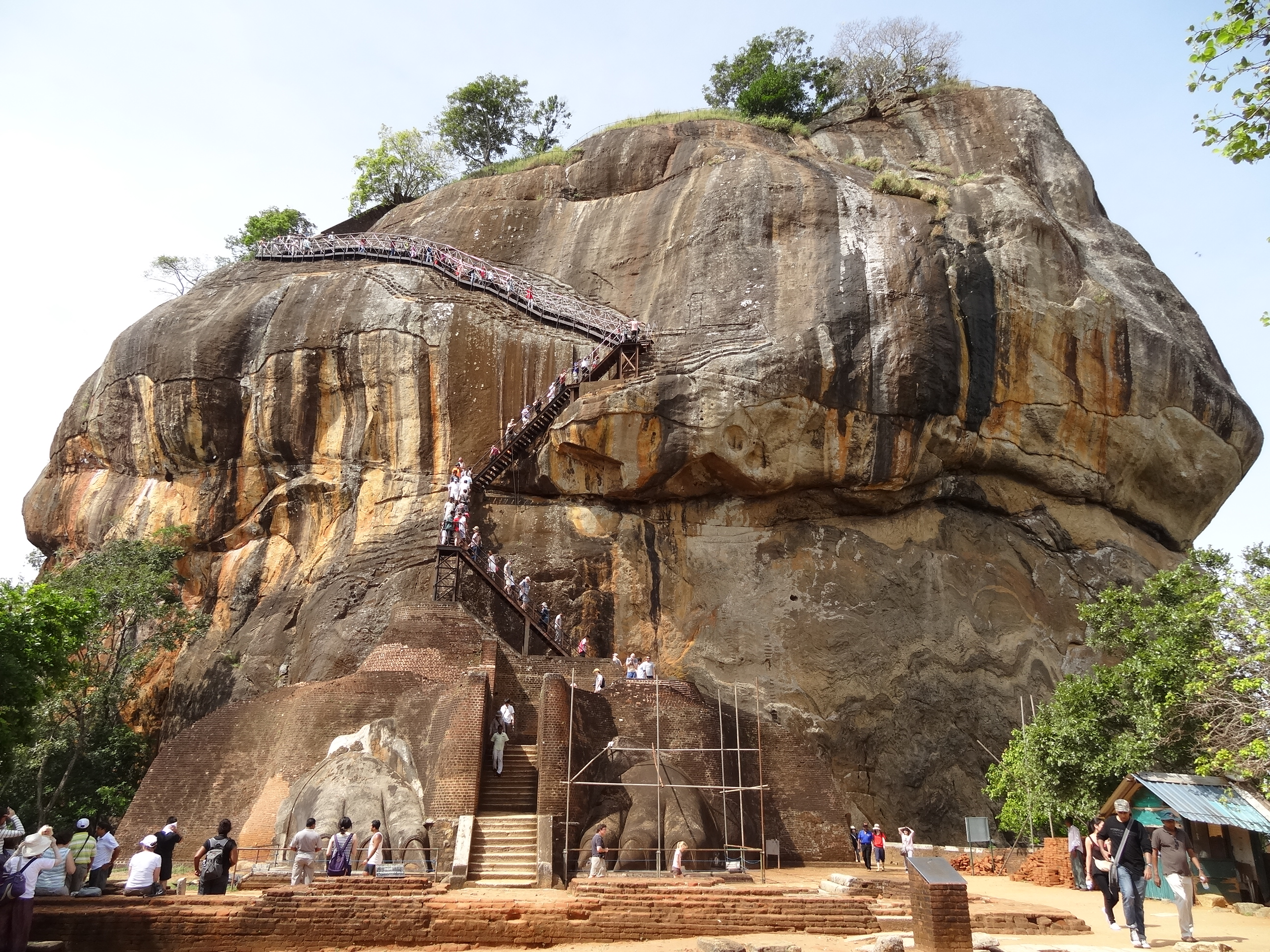
シーギリヤ。スリランカのシンハラ朝のカッサパ1世は父王から王位を奪い、アヌラーダプラからこの地へと遷都した。画像はシーギリヤロックの全景で、この頂上にカッサパ1世は王宮を営んだが、最後は反乱軍の攻撃を受けここで自害している。

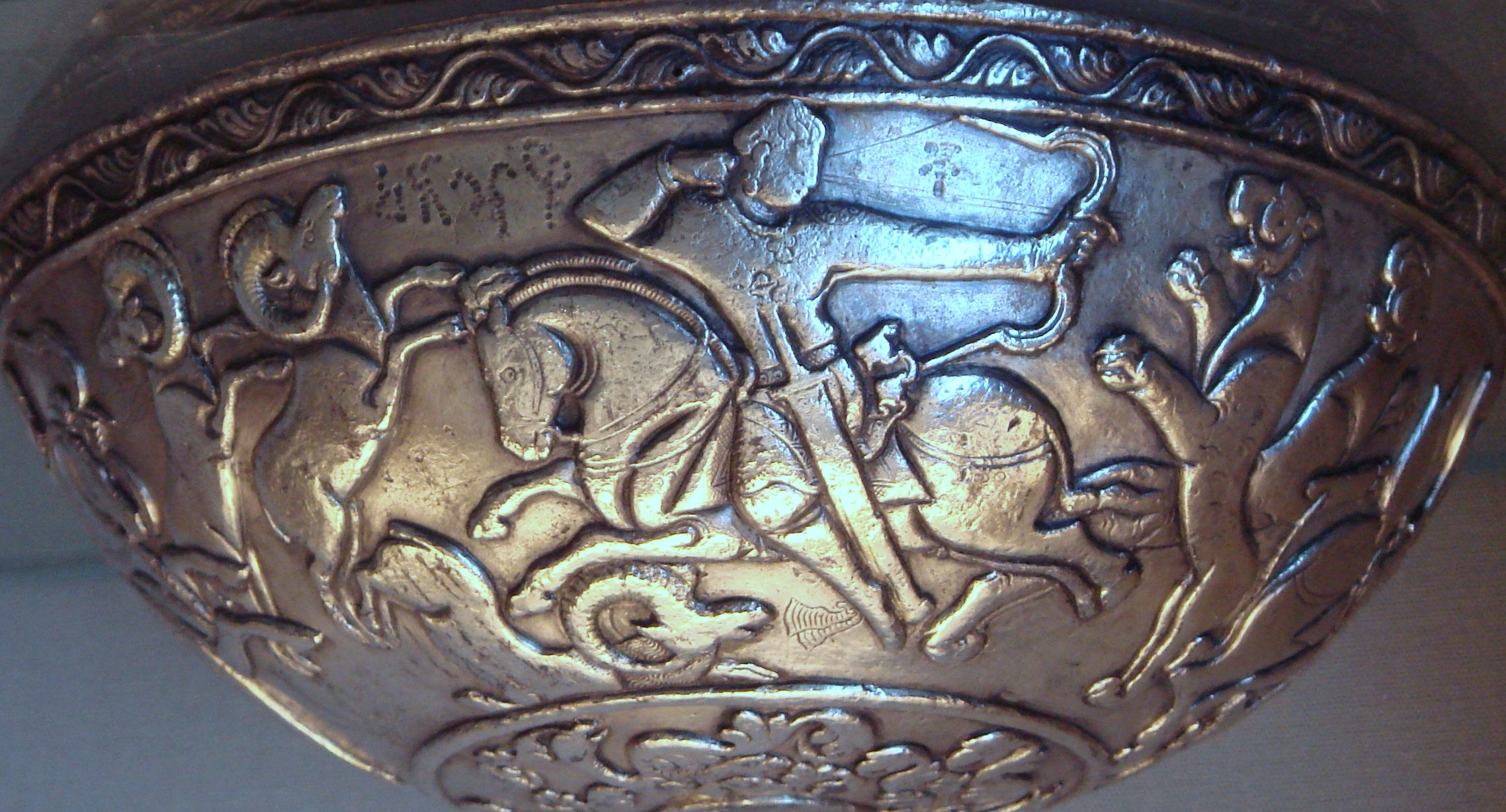
エフタルの侵攻。現在のアフガニスタン北部に興起した遊牧民族エフタルは幾度となくサーサーン朝ペルシアと干戈を交え、インドではグプタ朝衰退の原因となった。画像は5世紀後半に作られたエフタル騎馬人物像のある銀碗（大英博物館蔵）。

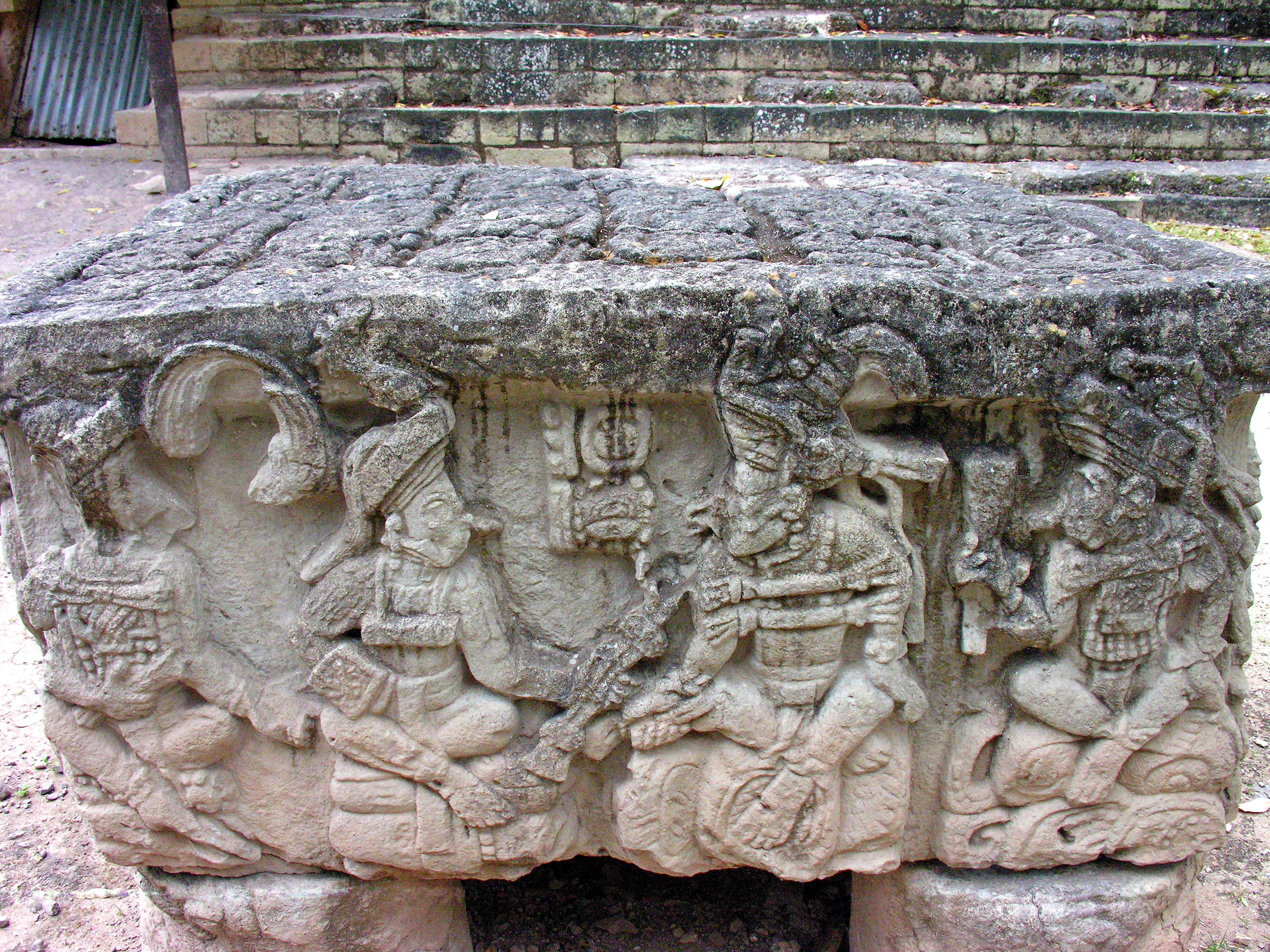
コパンの王権。コパンは古典期マヤの都市国家の一つ。画像は776年に作られた「コパンの祭壇Q」で、426年に初代コパン王となったキニチ・ヤシュ・クック・モから16代の王の姿が刻まれている。

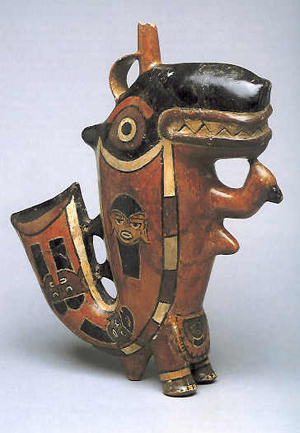
ナスカ文化。紀元前1世紀から紀元後8世紀まで栄えたナスカ文化の編年はおよそ9期に分けられるが、5期から6期にかけての多色彩土器は巧緻な造形の絶頂期と位置づけられる。画像はペルーのリマにあるラルコ博物館所蔵のシャチをモチーフにした多色彩土器。

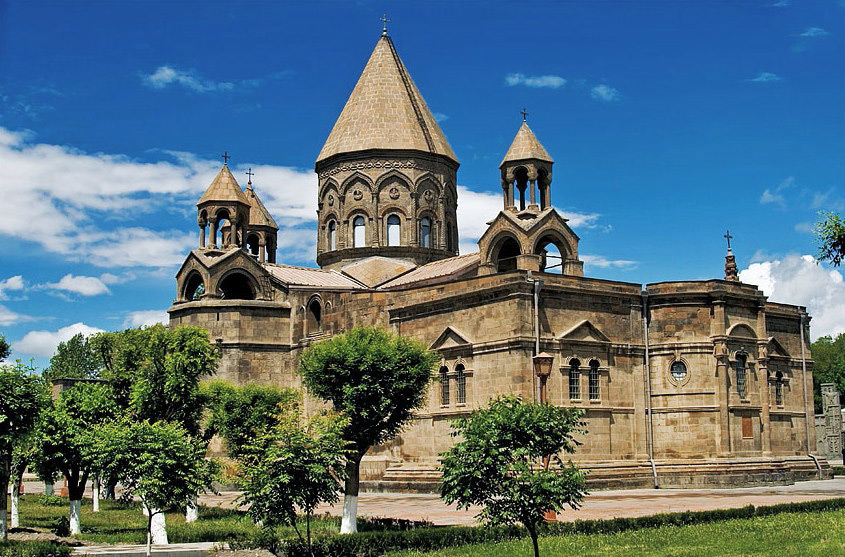
カルケドン公会議以後にキリスト論をめぐりキリスト教は分立した。「単性論派」と呼ばれる「非カルケドン派正教会」（自らの教理は単性論ではなく合性論であると自認する）には、シリア正教会・コプト正教会・アルメニア使徒教会などがある。画像は483年に再建されたアルメニア使徒教会の首座主教座、エチミアジン大聖堂。

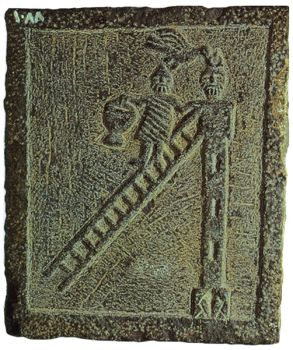
シリア教会。シリアでも修道生活が独自に発展した。アレッポ近郊で高い塔の上に登り、そこで祈りと瞑想の日々を送ったのが登塔者シメオンである。画像はこの修道士を描いた500年頃の浮き彫り（シリア・ハマー博物館蔵）。

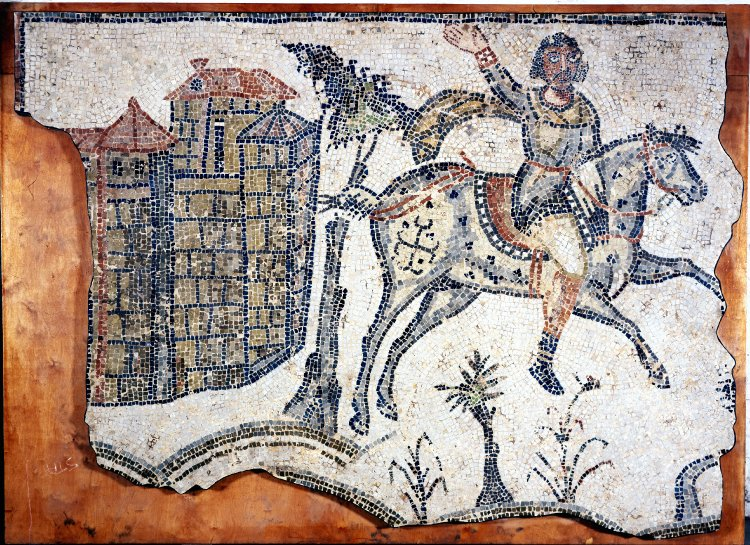
ヴァンダル人の躍進。ゲルマン諸族の中で最も故地から遠方に本拠地を構えたのがヴァンダル人である。指導者ガイセリックのもとローマを略奪して、その後帝国の穀倉地帯である北アフリカに定住した。画像はカルタゴから出土したヴァンダル騎兵を描いたモザイク断片(大英博物館蔵)。

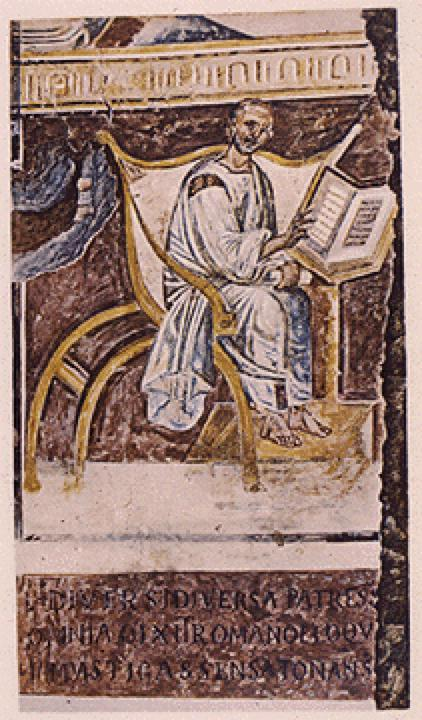
ヒッポレギウスのアウグスティヌス。異民族の跳梁する衰勢の西ローマ帝国にあって、神の救済の歴史を描き出す『神の国』を執筆した。画像は6世紀にローマのラテラノ大聖堂に描かれた肖像画。

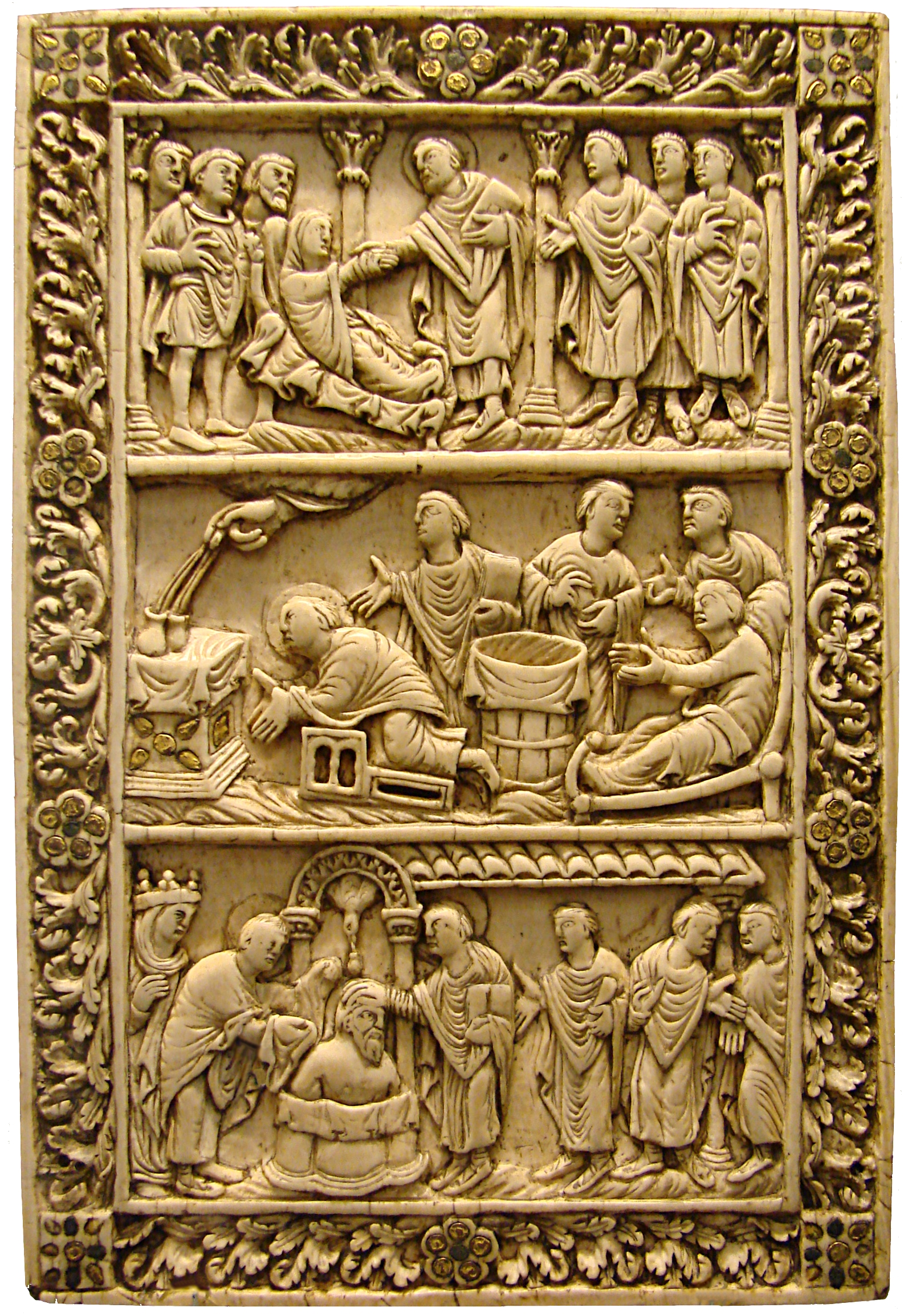
クローヴィスの洗礼。ゲルマン系諸民族の中でもフランク族はいち早くカトリック教会に従った。画像はランス司教レミギウスの伝記を浮き彫りにした9世紀の象牙板（ピカルディー美術館）だが、その下段はレミギウスがフランク王クローヴィスを受洗している場面である。

5世紀（ごせいき）は、西暦401年から西暦500年までの100年間を指す世紀。

## できごと
- 日本では倭国の古墳時代中期にあたる。各地で巨大な前方後円墳が築造され、地方とヤマト王権中枢双方の首長たちの祭祀儀礼が執り行われる。この世紀の倭国は朝鮮半島諸国間の紛争に活発に武力介入を行っていたことが、日本側と朝鮮半島側双方の歴史記録から伺われる。当時の５代に及ぶ治天下大王が東晋から南朝にかけての江南の王朝に盛んに朝貢して王号と官職を得ていたことが中国正史の記述に残されており、倭の五王として知られている。
- 北海道北部や東部では続縄文文化とは異質な海獣漁労民のオホーツク文化（中期）が拡大する。
- オーストロネシア語族のマレー系民族がアフリカ東部のマダガスカル島に定着する。

### 400年代
- 400年代初頭 - 大王クラスの大形前方後円墳が奈良盆地から大阪平野に移り更に巨大化する。
  - 大仙古墳（伝仁徳天皇陵）や誉田御廟山古墳（伝応神天皇陵）が代表例。副葬品に人物埴輪が現れる。
  - 河内平野には茨田堤や難波の堀江などの土木工事跡も残る。
- 401年 - クチャの仏僧である鳩摩羅什が後秦の姚興に迎えられ長安に来訪。
- 402年
  - 柔然の社崙が初めて可汗を称する。
  - 柴壁の戦いで北魏が後秦に勝利する。
  - 西ローマ皇帝ホノリウスがミラノ（メディオラヌム）からラヴェンナへ遷都。
  - 西ローマ帝国軍最高司令官スティリコがポルレンティアの戦い（英語版）で西ゴート族の王アラリック1世に勝利。
- 403年 - 桓玄が東晋の安帝から帝位を簒奪（ - 404年）。
- 404年
  - 倭軍がもとの帯方郡の地域に出兵し、高句麗軍に撃退される（広開土王碑）。
  - コンスタンティノポリス大主教ヨハネス・クリュソストモスが追放される。
    - この追放に伴う混乱で、皇帝コンスタンティウス2世に奉献された初代のハギア・ソフィア大聖堂は焼失する。

  - 修道士テレマクスの死亡事故により西ローマ皇帝ホノリウスが剣闘士観戦を禁止し競技場を閉鎖。
- 405年
  - 雲南に爨宝子碑が建てられる。
  - ゴート人ラダガイススによるフィレンツェ包囲戦とフィエーゾレの戦い。
- 405年頃 - ヒエロニムスがラテン語訳聖書「ウルガータ」を完成させる。
- 406年 - ヴァンダル・スエビ・アラン人などの集団がライン川を渡りガリアに侵入（406年のゲルマン諸族のライン川渡河（英語版））。
- 408年 - 西ローマ帝国軍最高司令官スティリコが処刑される。
- 409年 - 北魏の道武帝が息子拓跋紹に殺害される。

### 410年代
- 410年
  - 西ゴート人のアラリック1世がローマ市を占領し掠奪。西ローマ帝国の衰亡が決定的になる。
  - ローマ軍が属州ブリタンニアから撤退し、西ローマ帝国のブリタンニア支配が終わる。
- 411年 
  - ガリシアにスエビ王国が成立する（ガリシア王国）。
  - カルタゴ教会会議（英語版）でドナトゥス派が断罪される。
- 413年
  - 東晋で劉裕による「義熙土断」が行われる。
  - 法顕が海路から東晋に帰国する。帰国後その旅行記『仏国記（法顕伝）』を著す。
  - 倭国が東晋に朝貢する（東晋・義熙9年、『晋書』安帝紀、『太平御覧』）。
  - 東ローマ皇帝テオドシウス2世により首都コンスタンティノポリスのコンスタンティノープルの城壁#テオドシウスの城壁が完成する。
- 414年
  - 西ローマ皇女ガッラ・プラキディアと西ゴート王アタウルフがナルボンヌで結婚。西ゴート人がイベリア半島に侵入。
  - 高句麗の長寿王が広開土王（好太王）碑を建てる。
- 415年
  - ワリア王がトロサ（トゥールーズ）に遷都し西ゴート王国が自立する。
  - エジプトのアレクサンドリアで女性哲学者ヒュパティアがキリスト教の修道士らに惨殺される。
  - デリーの鉄柱が建立される。
  - 『日本書紀』では允恭天皇4年のこの年に氏姓の乱れを正すために甘樫丘（甘樫坐神社）で盟神探湯を行ったと記録されている。
- 416年 - 『日本書紀』では允恭天皇5年のこの年に地震が起きたと記録されている（允恭地震、日本最古の地震の記録）。
- 417年 - 東晋の劉裕が後秦を滅ぼし、一時的に洛陽・長安を奪還する。
- 418年
  - 夏の赫連勃勃が長安を占領。
  - カルタゴ教会会議（英語版）にてペラギウス主義が断罪される。

### 420年代
- 420年 - 東晋に代わり宋を建国した劉裕が皇帝（武帝）となる。
- 421年
  - ヴェネト地方住民がアドリア海に面したラグーナ（潟）に都市を建設（ヴェネツィア建国の伝説）。
  - （宋・永初2年）- 倭王の讃、宋に朝貢し、宋の武帝から、除綬の詔うける（おそらく安東将軍倭国王）（『宋書』倭国伝）。
- 423年
  - シリア・アレッポ近郊の聖シメオン教会（シメオン修道院）が建立される。
- 425年
  - （宋・元嘉2年）- 倭王の讃、司馬の曹達を遣わし、宋の文帝に貢物を献ずる（『宋書』倭国伝）。
  - エフタルがバクトリア地方に侵入し、サーサーン朝と激突。
  - 東ローマ皇帝テオドシウス2世によりコンスタンティノポリス大学（パンディダクテリオン）が創建される。
  - 東ローマ皇帝テオドシウス2世の命により騎兵長官アスパルが西ローマ皇帝ヨハンネスを殺害。
    - テオドシウス2世の甥ウァレンティニアヌス3世が西ローマ皇帝となる。
- 426年
  - 皇帝テオドシウス2世が異教神殿破壊令を発し、オリンピア祭典競技施設を破壊する。
  - ヒッポレギウス司教アウグスティヌスが『神の国』を完成させる（413年 - ）。
  - コパンの祭壇Q（英語版）銘文によるとコパンの初代王キニチ・ヤシュ・クック・モが即位する。
    - このコパン王の後見によりキリグア王トク・「キャスパー」も即位する。
- 427年
  - 高句麗の長寿王が丸都城から平壌に遷都する。
  - 東晋の詩人陶淵明が死去。
- 428年 - サーサーン朝支配下のアルメニア王国で王政が廃絶される。
- 429年 - ガイセリック率いるゲルマン系ヴァンダル族がジブラルタル海峡を越えて北アフリカに移動。

### 430年代
- 430年
  - ヴァンダル族に包囲されたヒッポレギウスにて司教アウグスティヌスが死去。
  - （宋・元嘉7年）- 倭国王、宋に使いを遣わし、貢物を献ずる（おそらく讃）（『宋書』文帝紀）。
- 430年頃
  - 日本各地に巨大古墳出現する。馬具や甲冑、刀などの武器が副葬されるようになる。
  - ベツレヘムで発見された最古のグルジア語碑文である「ビール・エル・クット碑文」はこの時期のもの。
- 431年 - エフェソス公会議でネストリウス派（のちの景教）が異端宣告される。
  - 聖母マリアの「テオトコス（神の母・生神女）」の称号が公式に認められる。
- 432年
  - ローマ教皇シクストゥス3世の命によりローマのサンタ・マリア・マッジョーレ大聖堂が建立される。
  - パトリキウスがアイルランドでのキリスト教宣教を始める。
  - ヴェスヴィオ火山大噴火。
- 433年 - 東晋の詩人謝霊運が刑死する。
- 434年
  - アッティラがフン族の王となる。
  - ローマ教皇シクストゥス3世によりローマのサンタ・マリア・マッジョーレ大聖堂が奉献される。
- 435年 - 西ローマ帝国が北アフリカの領土をヴァンダル人に譲り、ヴァンダル王国が成立する。
- 437年 - 西ローマ帝国将軍アエティウスがフン族を派遣し第一ブルグント王国を滅ぼす。
  - ヴォルムスのグンダハール王とブルグント族が殺害されたこの事件は叙事詩『ニーベルンゲンの歌』のもととなる。
- 438年
  - （宋・元嘉15年）- これより先、倭王讃没し、弟珍立つ。この年、珍宋に朝貢し、自ら「使持節都督・百済・新羅・任那・秦韓・慕韓六国諸軍事安東太将軍倭国王」と称し、正式の任命を求める（『倭国』倭国伝）。4月、宋の文帝、珍を安東将軍倭国王とする（『宋書』文帝紀）。珍はまた倭隋ら13人を平西・征虜・冠軍・輔国将軍にされんことを求め、許される（『宋書』倭国伝）。
  - 東ローマ帝国で『テオドシウス法典』が発布される。
- 439年
  - カルタゴがヴァンダル族に占領され、この国の首都とされる。
  - 北魏の太武帝が甘粛河西の北涼を滅ぼし華北を統一。五胡十六国時代が終わり、南北朝時代が始まる。

### 440年代
- 440-450年 - 千葉県市原市の養老川下流域の北岸台地上の稲荷台1号墳で出土した「王賜銘」鉄剣が房総の王に授けられる。
- 442年 - 沮渠氏により高昌国が成立。
- 443年
  - （宋・元嘉20年）- 倭国王の済、宋に朝貢して、安東将軍倭国王とされる。
  - スイス・フランス東南部に第二ブルグント王国が成立。
- 445年 - 北魏が鄯善国(楼蘭)を滅ぼす。
- 446年 - 北魏の太武帝が廃仏の詔を出す。
- 449年 - エフェソス強盗会議が開かれる。
  - この会議に対抗してローマ教皇レオ1世が「フラウィアヌスへの書簡（レオのトムス（英語版））」を送付する。

### 450年代
- 450年
  - 北魏で国史の獄が起こり、崔浩らが処刑される。
  - 宋の文帝が北伐の軍を起こすが、北魏の太武帝の反撃により長江北岸瓜歩まで奪取される。
- 450年頃 - アングロ・サクソン族がブリテン島に移住。
- 451年
  - フン族の王アッティラのガリア侵入。
    - メッス、ランス、パリ、トロワが襲撃され、オルレアンで籠城戦となる。
    - カタラウヌムの戦いで西ローマ・ゴート連合軍がフン族のアッティラ王を破る。

  - カルケドン公会議で単性論（モノフィシティズム）が異端宣告される。
    - エウテュケス主義が断罪され、合性論（ミアフィジズム）の立場を取る非カルケドン派正教会が分立。

  - アヴァライアの戦い（英語版）でサーサーン朝ペルシアがアルメニアに辛勝する。
- 452年
  - 北魏の太武帝が宦官の宗愛により殺害される。
  - アッティラ率いるフン族がイタリアに進攻。マントヴァにてアッティラと教皇レオ1世の会見。
    - フン族の侵攻を恐れた北イタリア住民がヴェネタ潟に逃れてヴェネツィアが成立。
- 453年 - アッティラが急逝。フン族の後継者争いが起こり、息子のエラクが勝利する。
- 454年 - ネダオ川の戦い（英語版）で、フン族の王エラクがゲピド族長アルダリックに敗北し、フン族の国家は崩壊する。
- 455年
  - ヴァレンティニアヌス3世の暗殺による西ローマ帝国でのテオドシウス朝の断絶。
  - ヴァンダル王ガイセリックがローマを占領し、ローマを略奪。
- 456年 ティカルの「嵐の空」王(シヤフ・チャン・カウィール2世）が亡くなる（神殿3,48号墓）。
- 457年 - 日本で雄略天皇が即位する。
  - この年からの日本書紀の記録は元嘉暦によって記載される（古天文学研究者小川清彦ほかの研究による）。

### 460年代
- 460年 - 北魏で雲崗石窟の工事始まる。
- 462年 - 武寧王陵墓誌から百済武寧王はこの年に生まれたことが確認できる。
  - これは『日本書紀』の雄略5年に武寧王が生まれたという記事と対応する。
- 463年
  - 吉備氏の乱が起こる。
  - コンスタンティノポリスにストゥディオス修道院が設立される。
- 468年 - バシリスクス司令官率いる東西ローマ帝国連合軍が北アフリカのボン岬の戦い（英語版）でヴァンダル王国に大敗。

### 470年代
- 470年
  - 伝承ではイランのヤズドにあるゾロアスター教の拝火神殿（アーティシュガーフ）の火はこの年より今日まで燃え続けている。
- 471年  
  - 埼玉県行田市稲荷山古墳から出土した「辛亥年七月中」の干支銘を持つ金錯銘鉄剣が製作される。
  - 東ローマ皇帝レオ1世がイサウリア人タラシコデッサ（後の皇帝ゼノン）とともに軍事長官アスパルを倒す。
- 475年
  - 高句麗が百済の都漢城を制圧し、百済の蓋鹵王が戦死する。後継の文周王が熊津に遷都する。
  - 西ゴート王エウリックがゲルマン法に基づく成文法の「エウリック法典」を編纂。
- 476年
  - 西ローマ帝国の滅亡。
    - ゲルマン人傭兵隊長オドアケルにより皇帝ロムルス・アウグストゥルスが廃位される。
    - 帝位は東ローマ皇帝ゼノンに返上され、オドアケルはパトリキウスとしてイタリアを支配する。
- 477年 - 倭国が宋に朝貢する（『宋書』順帝紀）。これより先、興没し、弟の武立つ。
- 478年 - 倭王武が宋に入貢して上表する。「父祖の功績と父兄の志を述べ、高句麗の無道を糾弾し、自ら開府儀同三司と称し、正式の任命を求める。宋の順帝武を「使持節都督倭・新羅・任那・加羅・秦韓・慕韓六国諸軍事安東太将軍倭王」とする（『宋書』順帝紀、『宋書』倭国伝）。
- 479年 
  - 中国で南朝の宋に代わり蕭道成（高祖）が斉を建てる。
  - 加耶諸国の大加耶国王荷知が中国斉に使者を送り｢輔国将軍加羅国王｣の称号を得る。
  - 百済の三斤王が死去し、東城王が即位。
  - 雄略天皇が死去し、清寧天皇が即位、星川皇子の乱が起こる。

### 480年代
- 480年 - ダルマティアの支配者で西ローマ皇帝でもあったユリウス・ネポスがスパラトゥムで暗殺される。
- 481年
  - メロヴィング朝のフランク国王キルデリク1世が死去。
    - キルデリク1世はベルギーのトゥルネーの墓に多数の黄金の宝飾品とともに埋葬される。
    - キルデリク1世の息子クローヴィス1世がメロヴィング朝のフランク国王として即位。
- 482年 - 東ローマ皇帝ゼノンが「ヘノティコン（統一令）」を発布。
- 484年
  - ヘラートの戦いで、エフタルのアフシュワルがサーサーン朝のペーローズ1世を敗死させる。
  - 山西省大同郊外にある北魏の吏部尚書司馬金龍墓が作られ、「彩絵人物故事漆屏（中国語版）」が置かれる。
- 485年 - 北魏の馮太后の摂政のもと孝文帝が均田制を実施する。翌年には三長制を実施。
- 486年 - ソワソンの戦いで、クロヴィス1世がガリア北部を支配していた西ローマ系軍閥シアグリウスを破る。
- 487年 - 高車が柔然の支配から脱してジュンガリアに建国。
- 488年 - 東ローマ皇帝ゼノンがエデッサの学院閉鎖を命じ、教師と学生はニシビス（英語版）へと移動する。
- 489年 - イゾンツォの戦いとヴェローナの戦い。
  - 東ゴート族長テオドリックがオドアケルに勝利しイタリア各地に進出。

### 490年代
- 490年 - ラヴェンナ包囲戦（ - 493年）。
- 491年 - 北魏で山西省大同にある懸空寺が創建される。
- 493年 - 東ゴート人の族長テオドリックがオドアケルを暗殺し東ゴート王国を建国。
  - 都はラヴェンナで、この時期にサンタポリナーレ・ヌオヴォ聖堂やアリウス派洗礼堂（英語版）を建立する。
  - テオドリック王はフランク王クロヴィス1世の娘オードフレダを王妃とし、娘二人を西ゴート王やブルグントに嫁がせる。
- 494年 - 北魏の孝文帝が平城（大同）から洛陽に遷都。
  - 洛陽近郊に竜門石窟寺院が建立され、漢化政策が推進される。
- 496年 
  - 北魏の孝文帝が太子元恂を廃し、翌年殺害する。
  - 河南省鄭州市の嵩山少林寺が創建される。
  - トルビアックの戦い（英語版）でフランク王国がアラマンニ族に勝利する。
  - サーサーン朝のカワード1世が廃位され、忘却の城（英語版）に幽閉される。
- 498年
  - フランク国王クロヴィス1世がランス司教レミギウスのもとカトリックに改宗する。
    - この改宗にはブルグント王家出身の王妃クロティルドの勧めもあった。
    - この地でのクロヴィス1世の戴冠により、ランス大聖堂は歴代フランス王戴冠の場とされていく。

  - ネストリウス派がセレウキア・クテシフォンに独自の総主教を立てる（アッシリア東方教会）。
  - トルファン地方に麴氏の高昌国が興る。
- 499年
  - インドのアーリヤバタが円周率の近似値や三角関数に言及した『アーリヤバティーヤ』を執筆。

### 500年代
- 500年前後 - ベイドン山の戦いでブリトン人がアングロ・サクソン人を打ち破ったか。この事件がアーサー王伝説の起源となったか。
- 500年 - 倭軍が新羅の長嶺鎮を攻め陥落させる。新羅の炤知王が死去し、智証王が即位。
- 500年頃
  - ボリビアのチチカカ湖周辺のティワナク文化が最盛期を迎える（ティワナクIV期前半）。
    - 代表的な建築にカラササヤやそれに隣接する半地下神殿、アカパナ、カンタタリータ、プトゥニ他がある。

  - コロンビア北部のカリブ海に注ぐシヌー川下流流域でシヌー文化が展開（ - 800年頃）。
    - 近接するコロンビアのマグダレナ川上流の山岳地帯ではサン・アグスティン文化が展開する。
- 5世紀後半から6世紀前半
  - 朝鮮半島南部の前方後円形墳（長鼓墳）が作られる。
    - 現在の大韓民国の全羅北道・全羅南道の栄山江流域に複数が点在するが、倭系か百済系か伽耶系かは結論が出ていない。
- 5世紀末から7世紀
  - ブリテン島のブルトン人がアルモリカ（現フランスのブルターニュ地方）や、ブリトニア（現スペインのガリシア地方）に移住する。

## 人物

### 地中海世界

#### フン族の帝国
- アッティラ （406年？ - 453年）- 遊牧民族フン族の王。東西ローマ帝国を圧迫するがカタラウヌムの戦いでは敗北。

#### ゲルマン諸王
- アラリック1世（360年 - 410年）- 西ゴート王国国王（在位395年 - 410年）・ローマ市を陥落させ略奪。
- ガイセリック（389年頃 - 477年）- ヴァンダル王国国王（在位428年 - 477年）・属州北アフリカを占領。
- オドアケル（433年 - 493年）- ゲルマン系スキリア族出身の傭兵隊長・西ローマ帝国を滅ぼしイタリアを支配。
- テオドリック（454年 - 526年）- 東ゴート王国初代国王（大王）（在位493年 - 526年）・オドアケルを滅ぼす。
- クローヴィス1世（466年 - 511年）- メロヴィング朝フランク王国初代国王（在位481年 - 511年）・カトリックに改宗。

#### 西ローマ帝国とその周辺
- ヒエロニムス（340年頃 - 420年）- キリスト教神学者・聖書（ウルガタ）の翻訳者。ローマ教皇ダマスス1世に近侍。
- プルデンティウス（348年 - 405年以降） - キリスト教ラテン詩人・「プシュコマキア（魂の闘い）」「シュンマクス駁論」などの詩がある。
- ホノラトゥス（英語版）（350年頃 - 429年） - ガリアのアルル大司教・東方修道制を手本にレランス修道院を設立。
- ノラのパウリヌス（353年頃 - 431年） - イタリアのノラ司教・元老院議員・詩人として『歌謡三一』などの作がある。
- アウグスティヌス（354年 - 430年）- キリスト教神学者・北アフリカのヒッポ司教・著作に『告白』『神の国』がある。
- ペラギウス（354年 - 420年/440年） -  キリスト教神学者・その主張は異端とされる（ペラギウス主義）。
- オロシウス（生没年不詳）- イベリア出身の司祭・キリスト教神学者・アウグスティヌスの弟子・歴史書『異教徒に反論する歴史』を執筆。
- マクロビウス（生没年不詳） - ローマの著述家。『「スキピオの夢」注釈』や『サトゥルナリア』のほか著作を残す。
- マルティアヌス・カペラ（365年 - 440年）- ローマの著述家。著作に自由七学芸を選別した『文献学とメルクリウスの結婚』がある。
- フラウィウス・スティリコ（365年 - 408年） - 西ローマ帝国の将軍・西ゴート族を締め出し帝国の維持に奔走・皇帝の命で暗殺される。
- パトリキウス（387年？ - 461年） - アイルランドで宣教した司教。もとはウェールズ出身のケルト人。「アイルランドの使徒」と呼ばれる。
- ガッラ・プラキディア（390年頃 - 450年） - 西ローマ皇帝ウァレンティニアヌス3世の母・ラヴェンナのガッラ・プラキディア廟堂を建立。
- レオ1世（390年 - 461年） - ローマ教皇（在位440年 - 461年）。マントヴァの会見でアッティラのイタリア侵攻を制止。
- フラウィウス・アエティウス（391年頃 - 454年） - 西ローマ帝国の将軍・パトリキ・カタラウヌムの戦いでフン族に勝利するが暗殺される。
- ヒダティコス（400年頃 - 469年頃） - 西ローマ帝国の聖職者・歴史家・主著『年代記』はガリアやヒスパニアのこの時代の情勢を記録しており重要
- サルウィアヌス（400年頃 - 470年/480年） - ガリア出身の司祭・キリスト教神学者・『神の支配について』を執筆。
- リキメル（405年？ - 472年）- 西ローマ帝国のゲルマン系将軍・パトリキ・最末期の西ローマ皇帝を改廃する。
- ゲノフェーファ（ジュヌヴィエーヴ（聖人）（英語版））（419年/422年 - 502年/512年） - ガリアの修道女・フン族の攻撃からパリを守った聖女とされる。
- シドニウス・アポリナリス（431年頃 - 489年） - トゥール司教。末期ラテン語詩人を代表し「書簡」や「頌詩」を残す。
- ゲラシウス1世（? - 496年） - ローマ教皇（在位492年 - 496年）。皇帝アナスタシウス1世宛書簡で聖俗並立の「両剣論」を唱える。
- ロムルス・アウグストゥルス（460年 - 511年以降） - 西ローマ帝国最後の皇帝（在位475年 - 476年）。オドアケルに廃位され追放される。
- アンブロシウス・アウレリアヌス（5世紀後半） - ブリトン人指導者・アングロ・サクソン人と戦いアーサー王伝説の原型となったと言われる。

#### 東ローマ帝国とその周辺
- ヨハネス・クリュソストモス（349年頃 - 407年）- キリスト教神学者・コンスタンティノポリス総主教・三成聖者の一人。
- アエリア・エウドクシア（英語版）（？ - 404年） - 東ローマ皇帝アルカディウスの皇后・ヨハネス・クリュソストモスの追放に大きな影響力を持った。
- モプスエスティアのテオドロス（350年頃 - 428年）- キリスト教神学者・ネストリオスの師・その著作が三章問題（英語版）で異端とされる。
- マロン（？ - 410年） - キリスト教の修道士・シリアのアンティオキアで活躍・のちに単意論を唱えるマロン派の祖とされる。
- メスロプ・マシュトツ（360年 - 440年） - キリスト教神学者・アルメニア文字を考案し聖書のアルメニア語訳を行う。
- ヒュパティア（370年？ - 415年）- エジプトの女性数学者・天文学者・新プラトン主義哲学者・キリスト教徒に虐殺される。
- アレクサンドリアのキュリロス（376年 - 444年）- キリスト教神学者・エジプトのアレクサンドリア総主教。ネストリオスの論敵。
- エウテュケス（380年頃 - 456年頃） - キリスト教神学者・コンスタンティノポリスの大修道院長。その主張は単性論とされる。
- ディオスコロス（？ - 454年） - キリスト教神学者・エジプトのアレクサンドリア総主教。エフェソス強盗会議でエウテュケスを支持。
- ソクラテス・スコラスティコス（380年頃 - 439年以降） - 歴史家・エウセビオスの著作に続く4世紀から5世紀の『教会史』を執筆する
- ネストリオス（381年？ - 451年？）- キリスト教神学者・コンスタンティノポリス総主教。その主張は異端とされる（ネストリウス派）。
- 登塔者シメオン（390年頃 - 459年） - キリスト教の修道士・シリアで柱頭行なる修行に励み、それを記念して聖シメオン教会が建てられる。
- テオドレトス（393年頃 - 457年頃） - キリスト教神学者・キュロス主教・『教会史』『敬神者列伝』がある・三章問題で断罪される。
- エデッサのイバス（英語版）（？ - 457年頃） - キリスト教神学者・ペルシアのマリス宛て書簡による三章問題で断罪される。
- テオドシウス2世（カリグラフォス）（401年 - 450年） - 東ローマ帝国の皇帝（在位408年 - 450年）・「テオドシウスの城壁」や法典を整備。
- アスパル（？ - 471年） - 東ローマ帝国のゲルマン系軍司令官・ヴァンダルやフンと戦う・マルキアヌス帝やレオ帝の擁立に力があった。
- パニウムのプリスクス（英語版）（410年/420年 - 472年以降） - 東ローマ帝国の外交官・歴史家・テオドシウス2世の命でフン族のアッティラと会見し記録を残す
- プロクロス （412年 - 485年） - アカデメイア学頭・新プラトン主義哲学者・伝統継承者（ディアドコス）の別名があり『神学原論』を執筆。
- 偽ディオニシウス・アレオパギタ（生没年不詳） - キリスト教神学者・プロクロスの影響を受け『天上位階論』『神名論』『神秘神学』を執筆。
- イベリアのペトル（413年頃 - 491年） - イベリア王国の王子・神学者・新プラトン主義を教義に導入・偽ディオニュシオス文書の執筆者説あり。
- アカキオス（？ - 489年）- キリスト教神学者・コンスタンティノポリス総主教。皇帝ゼノンに「ヘノティコン」発布を勧めローマ教会と対立。
- ゼノン（426年 - 491年） - 東ローマ帝国の皇帝（在位474年 - 491年）・東ゴート王テオドリックにオドアケル討伐を命じる
- ゾシモス（活躍時期490年頃 - 510年頃） - 官僚・歴史家・『新しい歴史（ヒストリア・ネア）』は帝政ローマ後期の重要資料。

### 西アジア
- バハラーム5世（406年 - 438年） - サーサーン朝の第15代君主（在位420年 - 438年）・後世ニザーミーの『七王妃物語』のモデルとなる

### 南アジア
- チャンドラグプタ2世（生没年不詳） - インドのグプタ朝第3代の王（在位376年 - 415年）・グプタ朝の最盛期・法顕『仏国記』では「超日王」と記す
- クマーラグプタ1世（英語版）（生没年不詳） - インドのグプタ朝第4代の王（在位415年 - 455年）・ナーランダ僧院設立・デリーの鉄柱を建立
- バルトリハリ（生没年不詳） - インドの文人・文法学者として『ヴァーキヤ・パディーヤ』が、詩人として『三百頌（離欲・処世・恋愛）』がある
- カーシャパ（？ - 495年） - スリランカの王（在位477年 - 495年）・父王ダートゥセーナを倒しシーギリヤに王宮を営む
- ブッダゴーサ（5世紀） - スリランカの僧・パーリ語経典に注釈をつけシンハラ語の解説を行った・著作に『清浄道論』がある
- ティルヴァッルヴァル（生没年不詳） - 南インドの詩人・思想家・タミル文学を代表する箴言詩集『ティルックラル』を残す

### 東アジア

#### 五胡十六国
- 鳩摩羅什（350年 - 409年、一説に344年 - 413年） - 亀茲国出身の訳経僧・五胡十六国の後秦で仏典を漢訳
- 姚興（366年 - 416年） - 五胡十六国の後秦の第2代皇帝（高祖）（在位399年 - 416年）・華北に覇を唱える・鳩摩羅什の庇護者
- 赫連勃勃（381年 - 425年） - 五胡十六国時代の夏の初代皇帝（在位407年 - 425年）・後秦から独立し長安を占領・暴君でも有名

#### 東晋
- 慧遠（334年 - 416年） - 東晋の僧・中国念仏宗の祖・廬山に白蓮社を結成し『沙門不敬王者論』を残す
- 法顕（337年 - 422年） - 東晋の僧・グプタ朝のインドからスリランカなど各国を歴訪・『仏国記』を残す
- 陶淵明（365年 - 427年） - 東晋末から南朝宋の詩人・田園詩を得意とし「帰去来の辞」や「桃花源記」を残す
- 桓玄（369年 - 404年） - 東晋の軍人・政治家・司馬道子政権を倒し安帝より禅譲を受けるが劉裕に制圧される
- 謝霊運（385年 - 433年） - 東晋末から南朝宋の詩人・山水詩を得意とし作品に「登池上樓」を残す
- 范曄 （398年 - 445年） - 東晋末から南朝宋の政治家・歴史家として『後漢書』を撰述
- 陸修静（406年 - 477年） - 東晋末から南朝宋の道士・道教経典の整理を行い『三洞経書目録』にまとめる

#### 南朝
- 劉裕（363年 - 422年）- 南朝宋の初代皇帝（武帝）（在位420年 - 422年）
- 文帝（407年 - 453年） - 南朝宋の三代皇帝（在位424年 - 452年）・その治世が「元嘉の治」
- 何承天（370年 - 447年） - 南朝の思想家・数学者・天文学者・南朝宋の歴史を整理し元嘉暦を編纂した
- 裴松之（372年 - 451年） - 南朝の政治家・歴史家・陳寿の『三国志』に注をつけたことで知られる
- 劉義慶（403年 - 444年） - 南朝宋の王族・政治家・文学者として『世説新語』を著す
- 顧歓（420年頃 - 483年以後） - 南朝の道士・「夷夏論」を執筆して外来宗教の仏教を批判し中国の伝統を擁護
- 蕭道成（427年 - 482年） - 南朝斉の初代皇帝（高帝）（在位479年 - 482年）
- 祖沖之（429年 - 500年） - 南朝の天文学者・数学者・発明家・円周率の計算や大明暦の編纂で知られる
- 武帝（440年 - 493年） - 南朝斉の二代皇帝（在位482年 - 493年）・その治世が「永明の治」
- 沈約（441年 - 513年） - 南朝斉から梁の文学者・政治家・「竟陵八友」の一人・『宋書』の編纂に当たる
- 蕭子良（460年 - 494年） - 南朝斉の皇子（竟陵王）・文人集団「竟陵八友」を庇護・著作に『浄住子浄住法門』がある
- 謝赫（生没年不詳） - 南朝斉から梁の画家・評論家・画論書『古画品録』を著し顧愷之の画論を発展させた「画の六法」を提言

#### 北朝
- 拓跋珪（398年 - 409年） - 北朝北魏の初代皇帝（道武帝）（在位371年 - 409年）
- 太武帝（408年 - 452年） - 北朝北魏の第3代皇帝（在位423年 - 452年）・魏武の法難（廃仏）を実施する
- 孝文帝（467年 - 499年） - 北朝北魏の第7代皇帝（在位471年 - 499年）・平城から洛陽に遷都し漢化政策を行う
- 馮太后（文明皇后）（442年 - 490年） - 北朝北魏の文成帝の皇后・続く献文帝・孝文帝で垂簾聴政を行い均田制や三長制を導入
- 寇謙之（365年 - 448年） - 北朝北魏の道士・新天師道の開祖・自ら「太平真君」と称し北魏太武帝に廃仏を勧める
- 崔浩（381年 - 450年） - 北魏の漢人宰相・寇謙之とともに廃仏を実行・漢化政策が鮮卑の反発を招き誅殺される（国史の獄）
- 曇曜（生没年不詳） - 北魏の僧侶（沙門統）・太武帝の廃仏以後の仏教を復興・雲崗石窟寺院を造営し五体の仏像を安置したことで有名
- 李安世（中国語版）（443年 - 493年） - 北朝北魏の政治家・孝文帝時代に土地制度改革を奏上し均田制を導入する

#### 柔然
- 社崙可汗（？ - 410年） - 柔然の初代可汗（在位402年 - 410年）・西は焉耆から東は朝鮮に至る国家を形成し北魏と対決

#### 満州
- 好太王（374年 - 412年） - 高句麗の第19代の王（在位391年 - 412年）・朝鮮半島諸国や倭国の外交史資料「好太王碑」でも有名
- 長寿王（394年 - 491年） - 高句麗の第20代の王（在位413年 - 491年）・百済の蓋鹵王を攻め滅ぼす・98歳の長寿でも有名

#### 朝鮮半島
- 蓋鹵王（？ - 475年） - 百済の第21代の王（在位455年 - 475年）・高句麗の侵攻により首都慰礼城を攻められ王は戦死する
- 慈悲王（？ - 479年） - 新羅の第20代の王（在位458年 - 479年）・高句麗に急襲された百済を救援に向かうが成功せず

#### 日本
- 雄略天皇（418年 - 479年） - 第21代天皇（在位456年 - 479年）・倭の五王の武に比定される